# AIDA International
AIDA International (фр. Association Internationale pour le Développement de l’Apnée) или Международная Ассоциация Развития Фридайвинга AIDA  — международная ассоциация развития ныряния на задержке дыхания основана в 1992 году и занимается регистрацией рекордов, организацией соревнований и разработкой стандартов обучения в области ныряния на задержке дыхания.

## История
- 2 ноября 1992: организация основана Роландом Спекером (Roland Specker) и Клодом Шапуи (Claude Chapuis) в Ницце (Франция). Первый президент — Роланд Спекер.
- 1993: Проведены первые пробные соревнования
- 1994—95: Начало образования национальных ассоциаций AIDA в Европе
- 1996: Первый мировой чемпионат для национальных команд, Ницца
- 1998: Второй мировой чемпионат для национальных команд, Сардиния
- 1999: Sébastien Nagel сменил Роланда Спекера на посту президента AIDA
- 2001: Третий мировой чемпионат для национальных команд, Ивиса
- 2004: Четвертый мировой чемпионат для национальных команд, Ванкувер
- 2005: Bill Strömberg сменил Sébastien Nagel на посту президента
- 2005: Первый мировой чемпионат в индивидуальном зачёте, Renens
- 2005: Второй мировой чемпионат в индивидуальном зачёте, Вильфранш-сюр-Мер
- 2006: Четвертый мировой чемпионат для национальных команд, Хургада
- 2007: Третий мировой чемпионат в индивидуальном зачёте, Марибор
- 2007: Четвертый мировой чемпионат в индивидуальном зачёте, Шарм-эш-Шейх
- 2008: Шестой мировой чемпионат для национальных команд, Шарм-эш-Шейх
- 2009: Пятый мировой чемпионат в индивидуальном зачёте, Орхус
- 2009: Шестой мировой чемпионат в индивидуальном зачёте, Голубая дыра Дэна
- 2009: декабрь, Kimmo Lahtiten сменил Bill Strömberg на посту президента
- 2014: Сarla Hanson сменила Kimmo Lahtiten на посту президента
- 2016 (июнь): Чемпионат мира (бассейн) в индивидуальном зачете.Turku Finland
- 2016 (сентбярь): Командный чемпионат мира. Каламата, Греция
- 2017: Чемпионат мира (глубина) в индивидуальном зачете. Роатан, Гондурас
- 2018: Чемпионат мира (бассейн) в индивидуальном зачете. Белград, Сербия
- 2019: Чемпионат мира (глубина) в индивидуальном зачете. Ницца, Франция
- 2020 (февраль): Alexandru Russu сменил Сarla Hanson на посту президента
- 2021: Чемпионат мира (глубина) в индивидуальном зачете. Лимасол, Кипр

## Структура AIDA
- Исполнительный комитет (AIDA board) — главный орган управления
  - Дисциплинарный комитет
  - Спортивный комитет (возглавляет Урош Коич)
  - Медицинский комитет (возглавляет Олег Мелихов)
  - Технический комитет (возглавляет Пол Саттон)
  - Образовательный комитет (возглавляет Клод Шапуи)
  - Судьи и инструкторы AIDA
  - Ассамблея AIDA
    - Присоединенные национальные ассоциации и их индивидуальные члены

## Национальные ассоциации

### AIDA Italia
В числе основателей итальянского подразделения AIDA в 1994 году был Умберто Пелиццари. После этого дважды, в 1996 и 2001 годах, он становится мировым чемпионом по версии AIDA с итальянской национальной сборной.

### AIDA Russia
Инициатором создания российского отделения Международной Ассоциации Развития Фридайвинга AIDA стала первая чемпионка России по фридайвингу, призер международных соревнований Юлия Петрик. С 2005 года на территории России AIDA представляет Федерация Фридайвинга, президент  Алексей Молчанов. Судьи AIDA Russia.

### AIDA Ukraine
12 июня 2006 состоялось голосование на ассамблее AIDA, где было одобрено присоединение Украины к AIDA.
Президент — Ляденко Олег. Вице-президентом является Владимир Юзов. Перевел на русский язык книгу «Руководство по фридайвингу» Умберто Пелиццари, и книги его ученика — Федерико Мана «Техники дыхания апноэ» и «Компенсация в апноэ». Второй вице-президент — Дорош Андрей.